# Tatort: Wunschlos tot
Wunschlos tot ist ein österreichischer Fernsehkrimi aus dem Jahr 1987. Das Drehbuch schrieb Kurt Junek, der auch Regie führte. Es war die insgesamt 196. Tatort-Folge und der vierte Fall von Oberinspektor Pfeifer (Bruno Dallansky), allerdings waren nur drei von dessen acht Folgen Teil der offiziellen Tatort-Reihe, die übrigen fünf waren Tatort-Folgen des ORF, die nur dort erstausgestrahlt und teilweise in Deutschland gar nicht im Fernsehen gezeigt wurden.
Pfeifer und sein Team haben es mit zwei Morden, einer Entführung und Drogenhandel innerhalb des Rotlichtmilieus zu tun.

## Handlung
Die alte Frau Springer wird von ihren Nachbarn in ihrer Wohnung in einem durchschnittlichen Wiener Mietshaus tot aufgefunden. Das Team Pfeifer, das vom jungen Kollegen Inspektor Passini unterstützt wird, stellt fest, dass die alte Dame erwürgt und erstochen wurde. Die Nachbarin Neuhold sagt aus, dass Frau Springer am Vorabend mit dem Nachbarn Spanntaler Karten gespielt habe. Er sei wieder einmal betrunken gewesen und die beiden seien in Streit geraten. Sie habe ein Geräusch vernommen, das einen Sturz der Frau hatte bedeuten können. Spanntaler streitet gegenüber Pfeifer und Passini einen Streit ab. Frau Springer habe all ihr Geld in ihren Neffen gesteckt, dieser sei am Vortag auch wieder bei ihr aufgetaucht und habe Geld von ihr gewollt. Der Neffe heißt Robert Hauser, Pfeifer und Passini suchen ihn auf, er steht offensichtlich unter Drogen. Er gibt an, dass er nicht wirklich mit Frau Springer verwandt sei, sie sei eine Bekannte seiner Großmutter gewesen. Pfeifer konfrontiert ihn damit, dass ihre Ersparnisse in Höhe von 35.000 Schilling verschwunden seien.
Passini schließt Spanntaler als Mörder aus: dieser habe die Wohnung von Frau Springer kurz vor der Tat verlassen. Außerdem passe sie nicht zur langjährigen Freundschaft Spanntalers zur Toten. Hauser hingegen sei verdächtig.
Im Verhör durch Passini beteuert Hauser seine Unschuld. Allerdings hat er kein Alibi für die Tatzeit. Er gibt auch zu, heroinsüchtig zu sein und mit der Droge gehandelt zu haben. Durch einen Trick kann er aus dem Sicherheitsbüro entkommen. Am nächsten Morgen suchen Fichtl und Passini Roberts Mutter, die „rote Trude“ auf, die auf den Strich geht. Sie weist die Beamten auf Jenny hin, eine Bekannte ihres Sohnes, die in der „Pretty Bar“ von Josef Peischl arbeitet.
Kurz darauf wird Robert Hauser mit einer Bügeleisenschnur erhängt aufgefunden. Fichtl und Passini bezweifeln einen Suizid als Ursache. Pfeifer spekuliert darauf, dass Hauser beim Mord an der Springer einen Mittäter gehabt hat, der ihn umgebracht hat. Passini sucht Peischls Rotlichtbar auf und erkundigt sich dort nach Jenny, die dort aber nicht mehr arbeitet. Er wird hinausgeworfen, wo er von zwei Handlangern Peischls zusammengeschlagen wird. Anschließend ruft Peischls Handlanger Brauneder die Polizei und stellt den Sachverhalt, um Passini zu kompromittieren, so dar, dass dieser im betrunkenen Zustand Passanten mit einem Messer bedroht habe. Am nächsten Tag hat die Boulevard-Presse Passini und das Sicherheitsbüro wie von Peischls Leuten geplant im Visier. Pfeifer deutet dies als Warnung, dass sich das Sicherheitsbüro nicht Peischls Rotlichtkreise einmischen soll. Dr. Putner schickt Passini für ein paar Tage heim.
Hollocher sucht die Bar tagsüber auf und befragt Brauneder. Nachdem dieser sich in Widersprüche verwickelt, nimmt er ihn zur weiteren Einvernahme mit ins Sicherheitsbüro. Fichtl und Hollocher suchen später Peischl auf, der angeblich nichts über Jennys Verbleib weiß. Unterdessen wird Passini mit sofortiger Wirkung auf ein anderes Polizeirevier versetzt, Pfeifer reagiert darauf ungehalten, auch Brauneder muss freigelassen werden. Pfeifer nimmt sich Peischl noch einmal vor, doch dieser gibt sich unbeeindruckt. Peischl muss auf Weisung von oben am nächsten Morgen umgehend freigelassen werden, Pfeifer wird verwarnt. Dr. Putner rät ihm, die Finger von Peischl zu lassen, da dieser zu mächtige Verbündete habe. Passini, noch immer krankgeschrieben, wird von Rita, der Animierdame, die er an dem Abend nach Jenny befragt hatte, aufgesucht. Sie erzählt ihm, dass sie ihn nicht entlasten könne, weil sie und die anderen Mädchen unter Druck gesetzt würden. Sie erzählt, dass Jenny in einem Privatbordell in der Nähe von München, von Peischl gefangen gehalten wird. Unterdessen beobachtet Fichtl eine Geldübergabe an Peischl. Als Pfeifer und Fichtl Peischls Wagen kontrollieren, ist der verdächtige Koffer aber bereits verschwunden.
Fichtl hat den Mann, der Peischl den Koffer gegeben hat, ausfindig gemacht. Es ist ein türkischer Drogendealer, doch Pfeifer informiert Fichtl, dass sie beide vom Dienst suspendiert wurden. Passini informiert seine Kollegen über den Verbleib von Jenny, da nur noch Hollocher im Dienst ist, überträgt Pfeifer ihm die Aufgabe, Jenny zu finden. Hollocher informiert den Münchner Kollegen Lenz, der das Bordell ausheben lässt und Jenny findet. Jenny sagt Lenz und dem privat nach München gereisten Pfeifer gegenüber aus, dass Robert Hauser sie nach seinem Verhör durch die Polizei angerufen habe, Peischl habe ihr den Hörer weggenommen und Hauser Vorwürfe gemacht, dass dieser jetzt mit der Polizei zu tun habe. Er hat Hauser versteckt und Jenny betäubt und in das Bordell nach Bayern entführt, weil diese das Telefonat heimlich belauscht hat, nachdem Peischl sie weggeschickt hatte. Pfeifer, der die volle Rückendeckung von Dr. Putner hat, überredet Jenny, mit ihm nach Wien zurückzukehren. Jenny sagt aus, dass Kabel wie eines, mit denen Robert Hauser erdrosselt wurde, im Bordell für die Elektroöfen verwendet würden. Rita entwendet für Passini ein solches Kabel, dieses ist identisch mit dem Mordwerkzeug. Dr. Putner erwirkt einen Haftbefehl gegen Peischl, dieser zieht bei seiner Verhaftung eine Waffe. Als Dr. Putner dazu tritt, können Pfeifer und sein Team Peischl entwaffnen.
Brauneder sagt nunmehr aus, dass Peischl an dem Abend nach einem Strick verlangt habe, woraufhin ihm Brauneder das Kabel ausgehändigt habe. Peischl sei dann mit Hauser weggefahren und nach einer Stunde alleine zurückgekehrt. Brauneder sagt auch vollumfänglich über Peischls Drogengeschäfte aus. Peischl wird daraufhin verhaftet, doch Jenny begeht noch in dieser Nacht Suizid. Während Peischl gesteht, quittiert Passini seinen Dienst und kehrt in seinem alten Beruf als Herrenausstatter zurück, weil er weder Jenny noch Robert Hauser schützen konnte und auch der Mord an der alten Frau Springer niemanden interessiert.

## Einschaltquote und Hintergrund
Wunschlos tot erreichte bei seiner Erstausstrahlung am 21. September 1987 13,73 Mio. Zuschauer und eine Einschaltquote von 36,0 %. Die Folge wurde zwischen dem Februar und April 1987 in Wien und München gedreht. Der spätere Oscar-Gewinner Christoph Waltz hat hier seinen einzigen Auftritt als Tatort-Ermittler.

## Kritik
TV Spielfilm bewertete den Film mittelmäßig und meinte: „Es bleiben kleine Wünsche offen“.